# リハイロ・ジヴコヴィッチ
- リハイロ・ジヴコヴィッチ
- リシャイロ・ジヴコヴィッチ

リハイロ・ジュリアーノ・ジヴコヴィッチ（セルビア語: Ришаиро Живковић、セルビア・クロアチア語: Rišairo Živković、英語: Richairo Juliano Živković、1996年9月5日 - ）は、オランダ・アッセン出身のサッカー選手。ライオン・シティ・セーラーズFC所属。ポジションはフォワード。父親はキュラソー島、母親はセルビア出身である。

## 経歴
オランダのFoxholにあるFVVというサッカークラブでキャリアをスタート。11歳となった2007年にFCフローニンゲンのユースへ加入する。
各世代のユースで活躍し、2012年12月2日のヘラクレス・アルメロ戦で16歳と88日でクラブ最年少デビューを果たした。2013-14シーズン、2013年8月3日に行われたNECナイメヘンとのアウェーゲームで途中出場し、アリエン・ロッベンの記録を破るクラブ最年少ゴールを決めた。同年11月3日のローダJCとのホームゲームでは、レギュラーでセンターFWを務めていたニック・ファン・デル・フェルデンの負傷欠場を受けて初のスタメン出場を果たした。
FCバルセロナやレアル・マドリードを含めた数多くの欧州トップクラブが関心を持っていたが、2014年7月1日より、オランダを代表するビッグクラブのアヤックス・アムステルダムでプレーすることになった。
2017年6月16日、KVオーステンデに移籍することが発表された。
2019年2月18日、中国2部の長春亜泰足球倶楽部に移籍した。
2020年1月31日、シェフィールド・ユナイテッドFCにシーズン終了までのレンタル移籍（買取オプション付き）が発表された。
2022年7月25日、FCエメンに移籍した。
2023年7月11日、AFCチャンピオンズリーグ2023/24に出場するシンガポールのライオン・シティ・セーラーズFCに移籍。